# Heliothis incarnata

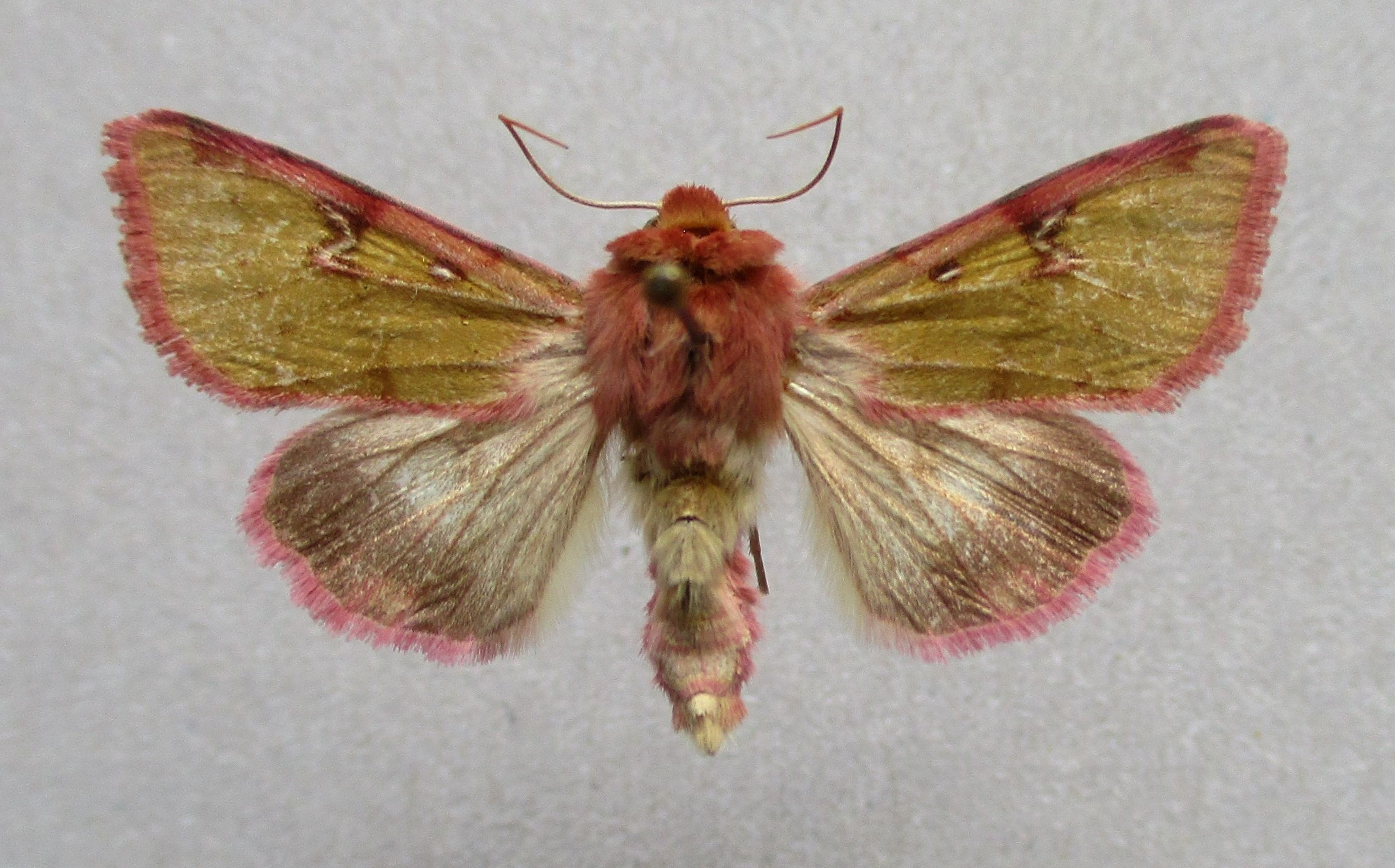
Präparat

Heliothis incarnata ist ein Schmetterling (Nachtfalter) aus der Familie der Eulenfalter (Noctuidae). In der Literatur ist die Art auch unter dem Namen Chazaria incarnata zu finden.
Der Artname leitet sich von dem lateinischen Wort incarnatus mit der Bedeutung „Fleisch geworden“, im übertragenen Sinne „hochrot“ ab und bezieht sich auf die rötlich gefärbte Unterseite der Falter.

## Merkmale
Die Flügelspannweite der Falter beträgt 25 bis 34 Millimeter. Zwischen den Geschlechtern gibt es farblich keine Unterschiede. Die
Grundfarbe der Vorderflügeloberseite variiert von grünlich über oliv- oder ockerfarben bis hin zu gelblich. Die Nierenmakel ist zu einem z-förmigen weißlichen, bräunlichen oder rötlichem Zeichen umgestaltet, die Ringmakel erscheint als kleiner weißer oder dunkler Fleck, fehlt zuweilen jedoch gänzlich. Vorder- und Innenrand sowie der Saumbereich sind auffallend rosa rot gefärbt. Auf der hellgrauen Hinterflügeloberseite hebt sich ein breites dunkles Saumband ab. Die Fransen haben eine rosa rote Farbe. Der Thorax der Falter ist buschig rosa rot behaart. Die Flügelunterseiten bilden die Zeichnung der Vorderflügel in abgeschwächter und verwaschener Form ab und zeigen stark ausgedehnte rosa rote Bereiche an den Flügelrändern. Auch die Unterseite des Hinterleibs ist kräftig rosa rot behaart.

### Raupe
Ausgewachsene Raupen sind glänzend gelbgrau bis ockerfarben gefärbt und haben eine schwarze Rückenlinie sowie breite, unterbrochene, rotbraune Nebenrückenlinien. Die über die gesamte Körperoberfläche verteilten schwarzen Punktwarzen sind mit sehr kurzen, dünnen, hellgrauen Härchen versehen. Die Kopfkapsel ist glänzend schwarz.

### Ähnliche Arten
- Die Falter der zeichnungsmäßig ähnlichen Schinia chilensi kommt in der Paläarktis nicht vor. Somit gibt es keine geographische Überlappung mit Heliotis incarnata.[2]
- Die Baumwoll-Kapseleule (Helicoverpa armigera) ist blasser gefärbt als Heliothis incarnata. Es fehlen auch die rosa roten Zeichnungselemente.

## Verbreitung und Lebensraum

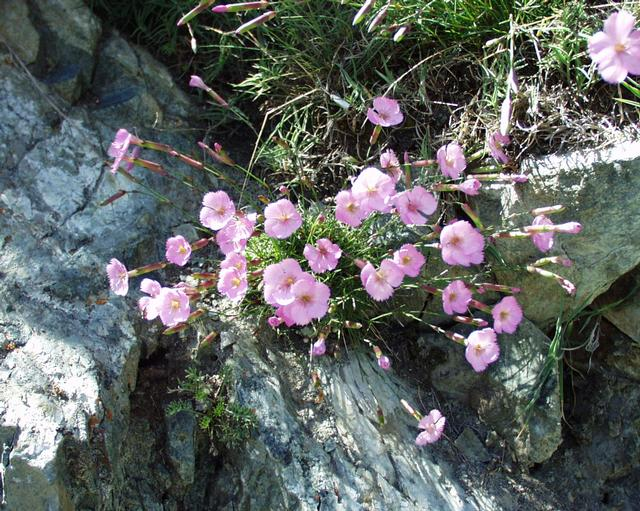
Landnelke, eine Raupennahrung

Das Verbreitungsgebiet von Heliothis incarnata erstreckt sich von den Kanarischen Inseln und Nordwest Afrika (Algerien, Marokko, Tunesien) über die Iberische Halbinsel und den Mittelmeerraum Richtung Südosten bis nach Saudi-Arabien und den Iran. Die Art kommt hauptsächlich in buschigen Wüstenregionen, lichten Strauchlandschaften, Steppengebieten und an warmen, trockenen Berghängen vor. Im Atlasgebirge sowie den iranischen Gebirgen wurde sie noch in 2600 Metern Höhe nachgewiesen.

## Lebensweise
Die Art bildet in Europa eine, im Iran meist zwei Generationen im Jahr, deren Falter zwischen Februar und Oktober fliegen. Sie sind tag- und nachtaktiv, besuchen Blüten und kommen nachts an künstliche Lichtquellen. Die Raupen ernähren sich von den Blättern, Blüten und Samen von Gipskräutern (Gypsophila) oder Leimkräutern (Silene), beispielsweise der Landnelke (Dianthus caryophyllus). Zuweilen wurden sie auch an Leguminosen gefunden. Sie leben offen auf den Pflanzen. Die Art überwintert im Puppenstadium.